# Viola wikipedia
Viola wikipedia és una espècie de planta amb flor del gènere Viola, batejada el 2019 en honor de l'enciclopèdia Viquipèdia per l'equip de botànics marit i muller John Michael Watson i Ana Rosa Flores. Segons l'Índex Internacional de Noms de Plantes no es tractaria de cap nova espècie, sinó que simplement estaríem davant d'un nom il·legítim de Viola angustifolia per equivocació dels anteriors autors.
L'espècie és endèmica de la regió de Santiago de Xile. Se sap que es va recollir només un espècimen el gener del 1855, descrita per Rodolfo Amando Philippi el 1857.
Està relacionada amb V. acanthophylla, V. bustillosia i V. cheeseana, la darrera descrita en el mateix article. Es diferencia d'aquestes altres espècies per tenir «una vora de fulla poc profunda i serrada. El peduncle és clarament més curt que les fulles.»